# John Kette
John Kette (falecido em 1455) foi um cónego de Windsor de 1437 a 1452.

## Carreira
Ele foi nomeado:
- Sub almoner do rei Henrique VI
- Reitor de São Nicolau ad Macellas 1437 - 1455
- Prebendário de Holborn na Catedral de São Paulo 1444-1455
- Prebendário de Santo Estêvão, Westminster 1448
- Reitor de Shepperton 1452 - 1455

Ele foi nomeado para a sétima bancada na Capela de São Jorge, Castelo de Windsor, em 1437, e manteve a posição até 1452.